# Thor Johnson
Thor Martin Johnson (Wisconsin Rapids, 10 de junho de 1913 — 16 de janeiro de 1975) foi um maestro estadunidense.

## Biografia
Ele nasceu em Wisconsin Rapids, Wisconsin. Estudou na Universidade da Carolina do Norte, onde foi presidente da Fraternidade Sinfônica Rho Alpha Phi Mu Alpha. Foi um membro da Igreja Morávia e sempre estava dedicado em fazer a música como um instrumento da fé.
Em 1947 foi nomeado maestro da Orquestra Sinfônica de Cincinnati. Neste mesmo ano, Johnson foi nomeado o primeiro diretor musicad do Festival Musical de Ojai, em Ojai, Califórnia. Serviu no Festival de 1947 até 1950 e novamente de 1952 até 1953.
Ele visitou Jean Sibelius, graças a um convite da filha mais velha de Jan, Eva Paloheimo Sibelius, no Verão de 1951 em sua casa. Em 1952 ele foi o primeiro beneficiário da Sociedade Sinfônica Phi Mu Alpha.
De 1958 até 1964, Johnson foi professor e diretor das atividades orquestrais da Universidade Northwestern em Evanston (Illinois). Johnson foi nomeado diretor da Academira De Artes Interlochen e regende da Orquestra Sinfônica da Academia de Artes de Interlochen de 1964 até 1967. Ele fundou o Festival de Música da Península em 1952 que acontece anualmente, em agosto.
Johnson faleceu em 1975. Ele foi enterrado no cemitério em God's Acre, no cemitério moraviano, na zona antiga de Winston-Salem, Carolina do Norte.